# Aquilino Morcillo Crovetto
Aquilino Morcillo Crovetto (Granada, España; 2 de septiembre de 1939-Madrid, 28 de julio de 2013) fue un Ingeniero de Telecomunicaciones. Hijo del periodista Aquilino Morcillo Herrera (director de los diarios IDEAL de Granada, y YA).

## Biografía
Aquilino Morcillo Crovetto, quien desarrolló gran parte de su carrera profesional en la Compañía Telefónica Nacional de España como Director Adjunto del Departamento de Comunicaciones Móviles, es considerado uno de los introductores del primer sistema comercial de radiotelefonía móvil y de la adquisición e implantación del primer sistema móvil celular en España (1974 a 1985).
En el ámbito internacional, en 1985 ocupó la dirección del Servicio del Área Asia-África, negociando el primer contrato de suministro de líneas digitales realizado por una empresa pública española con el gobierno de la República Popular China.
En 1988 organiza para el departamento de Cooperación Internacional de Telefónica las “II Jornadas de EUROTELECOM Madrid 88”, congreso y exposición de las telecomunicaciones europeas.
Durante los años 1992 y 1993 ocupa la vicepresidencia ejecutiva de Telefonica ROMANIA en Bucarest, Rumanía, bajo comisión de servicio encargada por Telefónica Internacional para la remodelación y puesta en marcha de la compañía.
Morcillo Crovetto destacó especialmente en labores asociativas y de difusión de la Ingeniería de Telecomunicaciones, siendo Presidente de la Asociación de Ingenieros de Telecomunicación de Cataluña (1965-1970), Secretario General del Colegio Oficial de Ingenieros de Telecomunicación (1970-1976) y conferenciante en congresos nacionales y de la Unión Internacional de Telecomunicaciones (p.ej.: “Financial Aspects of Telecommunications in Developing Countries”, World Telecom Forum, Nairobi, Kenia, 1986).
Miembro del Comité Editorial de FUNDESCO (Fundación para el Desarrollo de las Comunicaciones) desde 1984, coordinó las labores de edición de numerosos títulos publicados por la Fundación.
Como experto en Telecomunicaciones, anticipó la importancia de la infotecnología en el desarrollo de la Sociedad de la Información, escribiendo varios centenares de artículos divulgativos y de opinión en prensa y medios especializados, entre los que destacan: los periódicos YA y ABC, las revistas TELOS, BIT (al frente de la sección FRONTERA), CONSEJEROS, CUENTA Y RAZÓN, entre otros.
Muy unido a Granada, su tierra natal, Morcillo Crovetto fue Presidente de la Tertulia de la Casa de Amigos de Granada en Madrid desde el año 2000 a 2004.

## Artículos destacados
- Morcillo Crovetto, Aquilino. “A propósito del debate energético en España”. CONSEJEROS, N.º 49, 2010. ISSN 1885-6829
- ——. “La infotecnología como factor evolutivo de la Humanidad”. TELOS, N.º 60, 2009.
- ——. “Frontera. Sobre el origen del lenguaje”. BIT, N.º 160, 2007. ISSN 0210-3923
- ——. “Supersimetrías, cuerdas...y nosotros”. BIT. N.º 158, 2006. ISSN 0210-3923
- ——. “El móvil 3G en la edad digital”. BIT, N.º 156, 2006. ISSN 0210-3923
- ——. “Modelo de la Sociedad de la Información”. ECONOMÍA EXTERIOR, N.º 36, 2006. ISSN 1137-4772
- ——. “Regulación de las Telecomunicaciones”. ECONOMÍA EXTERIOR, N.º 24, 2003. ISSN 1137-4772
- ——. “Los cambios en la comunicación personal debidos a las telecomunicaciones”.  CUENTA Y RAZÓN, N.º 117, 2000. ISSN 0211-1381
- ——. “La pervivencia del sistema sexagesimal”. BIT. N.º 109, 1998. ISSN 0210-3923